# Даугавпилсская телевышка

Даугавпилсская телебашня

Даугавпилсская телебашня (телевышка) строилась в 1955—1957 гг. Расположена в районе Новое Строение города Даугавпилс (Латвия).

## История строительства
Первоначально телебашню хотели построить в Стропском лесу на холме, где сейчас находится эстрада. Позднее место строительства перенесли на ул. Варшавас на холм возле железной дороги. В связи с этим было много критики, что в случае войны высокая, освещаемая подсветкой башня, которая находится в центре города, будет служить ориентиром для бомбёжек.
Строительство началось в 1955 году. Типовой проект, высота - 180 метров. Конструкция состоит из полых труб разного диаметра в зависимости от высоты. 
Сдана в эксплуатацию в апреле 1957 года. В апреле 1961 года начались пробные телевизионные передачи на 12-м канале. Появилась возможность получать передачи из Риги. 12 апреля 1961 года передавала трансляцию полёта в космос Ю. Гагарина. 21 сентября 1961 года Даугавпилсский ретранслятор впервые принял передачу из Парижа.
Первоначальная высота телебашни составляла всего 194 метра. В 1989 году был установлен новый шпиль и телемачта стала выше на 10 метров до 204 метров. В тёмное время суток на телебашне зажигается помимо красных ламп дополнительное освещение от высоты 150 метров и до верха, но в связи с экономическим кризисом часть дополнительной подсветки отключили. Телебашню видно из всех районов города и из пригородов. Даугавпилсская телебашня является самой высокой постройкой в Даугавпилсе, Латгалии, и одной из самых высоких в Латвии.
- Вес телебашни без оборудования: 250 тонн.

- На телебашню проводятся экскурсии (до подножия телевышки).

В настоящее время телебашня транслирует государственные и частные каналы телевидения, различные радиостанции и мобильную связь. Окрашена частями в красный и белый цвета.
Самый мощный передатчик стоит для трансляции телеканала LTV7, его мощность 20 кВт. У остальных передатчиков мощность меньше. Окрашивается раз в 7 лет (так было в советское время). В 2012 году прошла плановая окраска телевышки, предыдущая была в 2003 году
В апреле 2008 года проводилась модернизация верхнего шпиля.

## Руководители
- Дубок, Теодор 1975 — 2000. В 2000 году вышел на пенсию, в марте 2005 года скончался, отработав 45 лет на телевышке.
- Лапо, Валерий 2000 — настоящее время.